# Kim Adis
Kim Adis, née le 10 janvier 1993 à Cebu (Philippines), est une actrice philippino-britannique.

## Filmographie

### Cinéma
- 2019 : Intrigo : Chère Agnès : une élève
- 2020 : The Turning : Rose
- 2020 : The Complex: Lockdown : Clare Mahek[1]

### Télévision
- 2018 : The Cry : une hôtesse de l'air
- 2018–2019 : Krypton : Anda (3 épisodes)[2]
- 2020 : Les justicières : Kitty (10 épisodes)[3]
- 2021 : Foundation : Lowre (2 épisodes)[4]
- 2021 : Le jeune Wallander[5] : Katja Nilssen

### Jeux vidéos
- 2020 : The Complex : Clare Mahek